# فووا ماساتانه
فووا ماساتانه، کازوئمون (به ژاپنی: 不破正種); ۱ ژانویهٔ ۱۶۷۰ – ۲۰ مارس ۱۷۰۳ در نیمه نخست دوره ادو یکی از چهل و هفت رونین بود.
پس از دستگیری به عمارت اربابی ماتسودایرا سادانائو واگذار شد.